# Adam Tomasz Chłędowski
Adam Tomasz Chłędowski pseudonim A. C., (ur. 1790 w Jaworniku koło Rzeszowa, zm. 19 maja 1855 w Oberwerth koło Koblencji) – polski bibliograf, dziennikarz, publicysta i wydawca.

## Życiorys
Urodził się jako jedno z pięciorga dzieci właściciela ziemskiego Seweryna Chłędowskiego. Był bratem Walentego Chłędowskiego, Marii z Chłędowskich Pomezańskiej oraz stryjem Kazimierza Chłędowskiego, autora pamiętników.

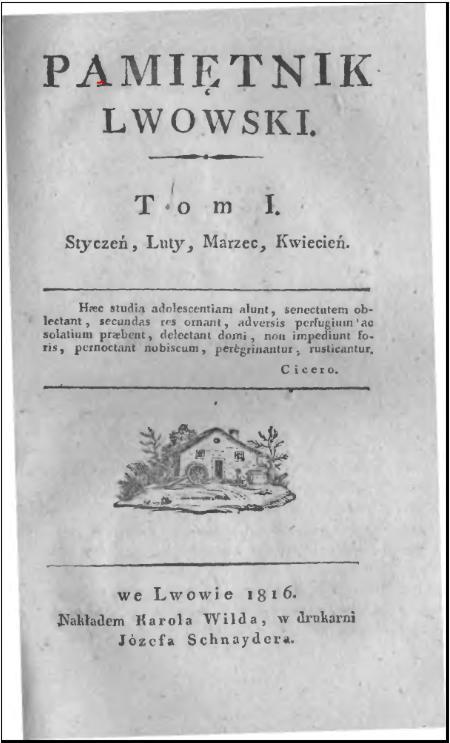
[http://www.wbc.poznan.pl/dlibra/publication?id=90713&tab=3 Strona tytułowa Pamiętnika Lwowskiego

Od 1805 r. uczęszczał do Gimnazjum Św. Anny w Krakowie. Nauki uniwersyteckie pobierał we Lwowie. Należał do współzałożycieli (wespół z K. Łopuszańskim) "Pamiętnika Lwowskiego", pierwszego we Lwowie pisma o charakterze literackim, które wydawał w latach 1816–1819. W tym okresie wydał swoją pierwszą pracę bibliograficzną – Spis Dzieł polskich opuszczonych lub żle oznaczonych w Bentkowskiego historyi Literatury Polskiey, będącą wynikiem literackich poszukiwań w znanych prywatnych księgozbiorach owego czasu – dukielskiej bibliotece Stadnickich oraz żmigrodzkiej bibliotece rodziny Kuropatnickich.
W roku 1819 przeniósł się do Warszawy, zostając dzięki poparciu Franciszka Ksawerego Christiani sekretarzem generalnym w Dyrekcji Generalnej Dróg i Mostów. Dwa lata później został mianowany bibliotekarzem Biblioteki Publicznej, obejmując tę funkcję po Joachimie Lelewelu. Powierzono mu również prowadzenie wykładów z bibliografii w Królewskim Uniwersytecie Warszawskim. W roku 1822 (od lutego do czerwca) piastował funkcję głównego redaktora Gazety Literackiej, którą wydawał przez 2 lata, prowadząc w niej część krytyczną i umieszczając artykuły o treści naukowej. W latach 1824–1828 Chłędowski był wydawcą rządowego Monitora Warszawskiego. Kiedy z początkiem roku 1829 Monitor, który nie cieszył się zbytnią popularnością i uznaniem, został zastąpiony przez Dziennik Powszechny Krajowy, Chłędowski objął redakcję tego czasopisma. Od sierpnia roku 1829 wydawał je na własny koszt.
W roku 1825 pełnił odpowiedzialną funkcję dyrektora Drukarni Rządowej. W tym też roku został mianowany referendarzem nadzwyczajnym Rady Stanu jako urzędnik Dyrekcji Wychowania w Komisji Rządowej Wyznań i Oświecenia Publicznego.
Po wybuchu powstania listopadowego Chłędowski nadal wydawał Dziennik Powszechny Krajowy. Przez pewien czas sprawował nadzór nad służbą pocztową a następnie został naczelnikiem sekcji dzienników w Wydziale Dyplomatycznym. W tym czasie w mieszkaniu Chłędowskich zawiązał się tzw. klub pani Chłędowskiej. Po upadku powstania wyemigrował z żoną Cecylią i synem Ludwikiem do Francji. W kraju pozostały jego dwie córki – Seweryna (późniejsza żona Leona Dembowskiego) oraz Aniela (1824–1902, żona Edwarda Dembowskiego). W Paryżu, przy ulicy St. Germain, Chłędowski prowadził księgarnię francusko-niemiecką, wydając m.in. dzieła Balzac'a. W tym czasie w kraju, Rada Administracyjna Królestwa, postanowieniem z dnia 28 czerwca roku 1835 dokonała konfiskaty wszelkiego majątku Adama Tomasza Chłędowskiego.

W kwietniu 1846 roku, wspólnie z synem, przystąpił do Towarzystwa Demokratycznego Polskiego.
Po kilku latach prowadzenia paryskiej księgarni, Chłędowski, podupadły na zdrowiu i ociemniały, przeniósł się do Oberwerth koło Koblencji, posiadłości swojej synowej – Idy Walpury Cramer, adoptowanej córki Franciszka hrabiego Pfaff von Pfaffenhofen, zamężnej z jego synem. Tam zmarł i został pochowany w maju 1855 roku. W swoim testamencie wyraził życzenie, aby każdy męski potomek rodu był wychowywany w duchu polskim i odbywał służbę wojskową w armii polskiej, skoro tylko Polska odzyska niepodległość. Zadość temu życzeniu mogli uczynić dopiero jego prawnukowie – Ludwik i Kazimierz, szkolący się w polskich szkołach podchorążych w okresie międzywojennym.

## Twórczość

### Ważniejsze dzieła
- "Spis dzieł polskich opuszczonych lub źle oznaczonych w Bentkowskiego Historii literatury polskiej, zebrany i drukiem ogłoszony", Pamiętnik Lwowski 1818 i odb. Lwów 1818
- O teatrze polskim, Lwów 1819; druk zapisany przez Estreichera III (1962), 104, ze znakiem zapytania
- Rozmaitości literackie z r. 1825, 1826, 1827, t. 1-5, Warszawa 1828, (zbiór artykułów z Monitora Warszawskiego i Powszechny Dziennik Krajowy)
- artykuły zamieszczane w czasopismach: Gazeta Krakowska, Gazeta Literacka (1821-1822; red. luty-czerwiec 1822), Monitor Warszawski (red. 1824-1828), Pamiętnik Lwowski (współred. 1816-1819; tu m.in.: "O początkowych periodycznych pismach w języku polskim", 1816), Pamiętnik Warszawski, Powszechny Dziennik Krajowy (wyd. i red.: 1829-1831), Pszczółka Krakowska, Rozmaitości (Warszawa), Tygodnik Polski (Warszawa).

### Przekłady
- A. Schmith: Dokładny wywód użyteczności sposobu leczenia przez kadzenia siarczane w rozmaitych ciężkich i uporczywych chorobach, wynalezionego przez lekarza Gales w Paryżu. Przez... lekarza lwowskiego, Lwów 1818
- Pedro Calderon de la Barca: Władysław, królewic polski, czyli Życie snem. Dr. w 3 a., 1826

### Listy
- Do S. B. Lindego z roku 1828, wyd. T. Wierzbowski: Materiały do dziejów piśmiennictwa polskiego, t. 2, Warszawa 1904